# Society of Dilettanti
La Dilettante Society o Dilettanti (Societat de diletants) és una societat d'homes de la noblesa i acadèmics que esponsoritza l'estudi de l'art antic grec i romà i la creació de noves obres d'aquest estil.
Es creu que es va fundar a Londres el 1734 per un grup de persones que havien fet el Grand Tour.
L'any 1743 Horace Walpole en condemnà la seva afectació i els va descriure com un club de borratxos que havien estat a Itàlia
Aquesta societat aviat va ser rica mitjançant un sistema de contribucions dels seus membres per a fer expedicins arqueològiques 
A partir de 1740 la societat donà el seu suport a l'òpera italiana. Va finançar l'arqueologia amb Richard Chandler, William Pars i Nicholas Revett, els resultats es publicaren a Ionian Antiquities, una gran influència pel neoclassicisme britànic.

## Membres
Aquesta Society té 60 membres escollits per votació secreta.

### Membres notable
- Thomas Anson (membre fundador)
- Right Honourable Sir Joseph Banks
- George Beaumont
- Rev. Clayton Mordaunt Cracherode
- Anthony Morris Storer, Esq.[4]
- Charles Crowle, Esq.

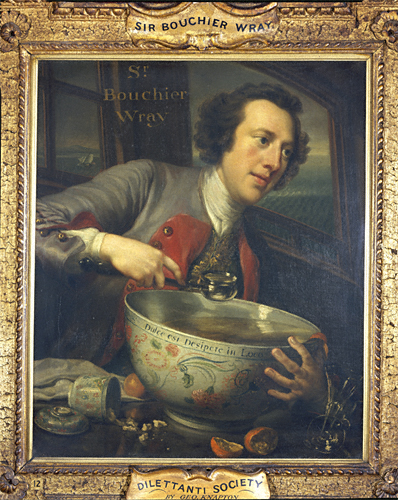
Bourchier Wray per George Knapton

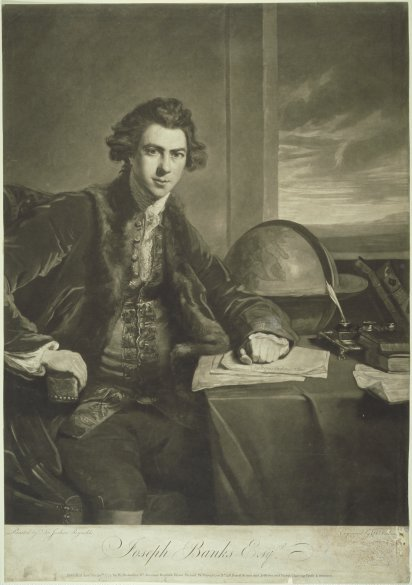
Sir Joseph Banks, per Sir Joshua Reynolds, the mezzotint was by William Dickinson (1746–1823).

- Henry Dawkins of Standlynch Hall, Wiltshire
- Francis Dashwood, 15th Baron le Despencer
- Lord Dundas
- Sir Henry Englefield
- Payn Galway, Esq.
- David Garrick
- Sir James Gray, 2nd Baronet
- Sir George Gray, 3rd Baronet
- The Honourable Charles Francis Greville
- Sir William Hamilton (diplomat)
- Thomas Hope
- Philip Metcalfe (since 1786)
- Richard Payne Knight (since 1781)
- Duke of Leeds
- Constantin John Lord Murlgrave
- Uvedale Price
- Sir Joshua Reynolds
- Lord Seaforth
- Spencer Stanhope, Esq.
- Sir John Taylor (Jamaica)
- Richard Thompson, Esq.
- Sir Anthony R Wagner, Garter Principal King of Arms
- William Wilkins
- Charles Watkin Williams-Wynn (el Vell)
- Sir Charles Watkin Williams-Wynn (el Jove)
- Charles Towneley, antiquari i col·lector